# Khinite
La khinite (anche khinite-4O; simbolo IMA:  Khn) è un minerale appartenente alla famiglia degli "ossidi e idrossidi" con composizione chimica Cu2+3PbTe6+O6(OH)2.
Della khinite si è scoperto un politipo, la khinite-3T, che cristallizza nel sistema trigonale, contrapposta alla khinite-4O (che cristallizza nel sistema ortorombico), chiamata anche semplicemente khinite.

## Etimologia e storia
La khinite prende il nome in onore di BaSaw Khin, mineralogista di origine birmana della Phelps Dodge Corporation che ha trovato i primi esemplari di parakhinite, un politipo della khinite ora conosciuto con il nome di khinite-3T.

## Classificazione
Nella nona edizione della sistematica dei minerali di Strunz la khinite è elencata nella classe "4. Ossidi (idrossidi, V[5,6] vanadati, arseniti, antimoniti, bismutiti, solfiti, seleniti, telluriti, iodati)" e nella sottoclasse "4.F Idrossidi (senza V od U)"; questa viene ulteriormente suddivisa in base alla presenza o meno di acqua cristallina e alla struttura del minerale, in modo che la khinite possa essere trovata nella sezione "4.FD Idrossidi con OH, senza H2O; catene di ottaedri che condividono uno spigolo" dove forma il sistema nº 4.FD.30.
Nell'edizione successiva, proseguita dal database "mindat.org" e chiamata Classificazione Strunz-mindat, la khinite mantiene la stessa classificazione, in compagnia però di due nuovi minerali: khinite-3T e housleyite.
Nella Sistematica dei lapis (Lapis-Systematik) di Stefan Weiß la khinite si trova nella classe degli "ossidi" e nella sottoclasse dei "solfiti, seleniti, telluriti"; qui il minerale è nella sezione "tellurati con gruppi [Te6+O6]6- e strutture correlate" dove forma il sistema nº IV/K.15 insieme ad agaite, andychristyite, backite, bairdite, brumadoite, cesbronite, cuzticite, dagenaisite, eckhardite, frankhawthorneite, fuettererite, jensenite, kuranakhite, leisingite, mcalpineite, markcooperite, mojaveite, montanite, ottoite, paratimroseite, raisaite, timroseite, utahite, xocolatlite, xocomecatlite e yafsoanite.
Nella classificazione dei minerali secondo Dana, usata principalmente nel mondo anglosassone, la khinite si trova nella classe dei "selenati e tellurati" e nella sottoclasse dei "selenati e tellurati con struttura A+(B2+)mXO4Zq" dove forma il sistema nº 33.01.03 come unico membro.

## Abito cristallino
La khinite cristallizza nel sistema ortorombico nel gruppo spaziale Fdd2 (gruppo nº 43) con i parametri reticolari a = 5,7491(10) Å, b = 10,0176(14) Å e c = 24,022(3) Å, oltre ad avere 8 unità di formula per cella unitaria.

## Modificazioni e varietà
Un politipo della khinite è la khinite-3T, chiamata in precedenza parakhinite. Cristallizza nel sistema trigonale con gruppo spaziale P32 con le costanti di reticolo a = 5,765(2) Å e c = 18,001(9) Å, oltre a 3 unità di formula per cella unitaria.

## Origine e giacitura
La khinite si forma come minerale secondario sulle superfici di frattura nel quarzo, adiacente alla clorargirite massiva e alterata in minuscoli cristalli di dugganite; è in paragenesi con quetzalcoatlite, oro e crisocolla e macchiata con tenorite. La formazione del minerale avviene tramite ossidazione di minerali di tellururo d'oro da parte di acque altamente acide.
La khinite è un minerale molto raro ed è stato trovato solo in pochi siti; negli Stati Uniti è stata trovata, oltre alla sua località tipo (la miniera di "Old Guard" nella contea di Cochise in Arizona), il minerale è stato rinvenuto in varie miniere e giacimento nei pressi della Otto Mountain (presso Baker nella contea di San Bernardino, California), nella miniera "Delamar" (contea di Juab) e nella miniera "Trixie" (contea di Utah), entrambe nell Utah. In Messico la khinite è stata trovata nello Stato di Moctezuma.

## Forma in cui si presenta in natura
I cristalli di khinite sono da bipiramidali a prismatici di dimensioni fino a 0,5 mm; il minerale ha lucentezza vitrea e i cristalli hanno color verde scuro, mentre il suo striscio è verde.